# فرانسيس كابريني
القديسة فرانسيس كزافييه كابريني (15 يوليو 1850 - 22 ديسمبر 1917)، وتدعى أيضًا الأم كابريني، كانت راهبة وقديسة كاثوليكية إيطالية أمريكية.
أسست راهبات قلب يسوع الأقدس التبشيريات، وهي منظمة دينية قدمت الدعم الكبير لزملائها المهاجرين الإيطاليين إلى الولايات المتحدة. وهي أول مواطنة أمريكية تعلن قديسة من قبل الكنيسة الكاثوليكية في 7 يوليو 1946. 

## حياتها المبكرة
ولدت ماريا فرانشيسكا كابريني في 15 يوليو 1850 في سانت أنجيلو لوديجيانو في مقاطعة لودي اللومباردية التي كانت آنذاك جزءًا من الإمبراطورية النمساوية. كانت الأصغر بين ثلاثة عشر طفلاً لوالديها المزارعين أغوستينو كابريني وستيلا أولديني. عاش أربعة فقط من الأطفال الثلاثة عشر حتى سن المراهقة.
ولدت قبل شهرين من الموعد المقرر لولادتها ، وكانت صغيرة وهزيلة عندما كانت طفلة لكنها ظلت في صحة جيدة طوال حياتها. خلال طفولتها زارت عمها دون لويجي أولديني وهو كاهن يعيش بجانب قناة مياه سريعة. وأثناء وجودها هناك صنعت قوارب صغيرة من الورق، وأسقطت فيها زهور البنفسج، وأطلقت على الزهور اسم "المبشرين"، وأطلقتها للإبحار إلى الهند والصين. في الثالثة عشرة من عمرها، التحقت فرانشيسكا بمدرسة تديرها بنات قلب يسوع الأقدس . وبعد خمس سنوات تخرجت بامتياز مع شهادة التدريس.
بعد وفاة والديها عام 1870، تقدمت بطلب للقبول في مدرسة بنات القلب المقدس وهي نفس المؤسسة التي تلقت فيها تعليمها، لكن الراهبات أخبرنها على مضض بأنها ضعيفة جسديًا وحساسة جدًا ولا يمكنها التعامل مع أسلوب الحياة المتطلب لنظامهن الديني. تولت دور مديرة لدار أيتام في كودوجنو، حيث عملت بالتدريس وجذبت مجتمعًا صغيرًا من النساء ليعيشوا أسلوب حياة دينيًا. أخذت كابريني نذورها الدينية في عام 1877 وأضافت اسم كزافييه (سافيريو) إلى اسمها لتكريم القديس اليسوعي فرانسيس كزافييه شفيع الخدمة التبشيرية. مما يشير إلى أنها خططت مثل فرانسيس كزافييه لتكون مبشرة في الشرق الأقصى.

## راهبات قلب يسوع الأقدس المرسلات
أسست كابريني وسبع نساء أخريات ممن أخذن عهودًا دينية معها معهد ديني بإسم (راهبات قلب يسوع الأقدس التبشيريات) في نوفمبر 1880. كتبت كابريني قواعد المعهد الديني ودساتيره، وظلت رئيسة له حتى وفاتها. كرست الجماعة وقتها لرعاية الأيتام واللقطاء، وافتتحت مدرسة نهارية للمساعدة في دفع النفقات، وبدأت دروسًا في التطريز وباعت المطرزات الجميلة لكسب المزيد من المال. أنشأ المعهد الديني سبعة دور ومدرسة مجانية وحضانة في سنواته الخمس الأولى. جذب تفاني كابريني في المساعي الخيرية انتباه جيوفاني سكالابريني [الإنجليزية] (أسقف بياتشينزا) والبابا ليون الثالث عشر.

## بعثة إلى الولايات المتحدة
في سبتمبر 1887، طلبت كابريني موافقة البابا لإنشاء بعثات في الصين. وبدلاً من ذلك، حثها البابا على الذهاب إلى الولايات المتحدة لمساعدة المهاجرين الإيطاليين الذين كانوا يتدفقون على تلك الأمة ومعظمهم في فقر مدقع، وكانت نصيحته "ليس إلى الشرق، بل إلى الغرب".
غادرت كابريني إلى الولايات المتحدة ووصلت إلى مدينة نيويورك في 31 مارس 1889 مع ست أخوات أخريات، قوبل وصولهم إلى نيويورك بخيبة أمل وتحديات، إذ تردد رئيس الأساقفة ميخائيل كوريغان في دعمهن، لكنه قدم لهن في النهاية المأوى في دير راهبات المحبة. حصلت كابريني على إذن رئيس الأساقفة لتأسيس ملجأ الأيتام للقلب المقدس في ريف ويست بارك، نيويورك، والذي أعيدت تسميته فيما بعد بمنزل سانت كابريني.